# داروفار
داروفار هي مدينة من مدن كرواتيا. يبلغ عدد سكانها 11,633 نسمة وذلك حسب إحصائيات سنة 2011. تبلغ مساحتها 64 كم².

## المناخ
يظهر الجدول التالي التغييرات المناخية على مدار السنة لداروفار:
| البيانات المناخية لـداروفار       | البيانات المناخية لـداروفار | البيانات المناخية لـداروفار | البيانات المناخية لـداروفار | البيانات المناخية لـداروفار | البيانات المناخية لـداروفار | البيانات المناخية لـداروفار | البيانات المناخية لـداروفار | البيانات المناخية لـداروفار | البيانات المناخية لـداروفار | البيانات المناخية لـداروفار | البيانات المناخية لـداروفار | البيانات المناخية لـداروفار | البيانات المناخية لـداروفار |
| الشهر                             | يناير                       | فبراير                      | مارس                        | أبريل                       | مايو                        | يونيو                       | يوليو                       | أغسطس                       | سبتمبر                      | أكتوبر                      | نوفمبر                      | ديسمبر                      | المعدل السنوي               |
| --------------------------------- | --------------------------- | --------------------------- | --------------------------- | --------------------------- | --------------------------- | --------------------------- | --------------------------- | --------------------------- | --------------------------- | --------------------------- | --------------------------- | --------------------------- | --------------------------- |
| متوسط درجة الحرارة الكبرى °م (°ف) | 3 (37)                      | 6 (42)                      | 11 (52)                     | 14 (58)                     | 21 (69)                     | 23 (74)                     | 26 (79)                     | 26 (78)                     | 22 (71)                     | 16 (60)                     | 8 (47)                      | 4 (40)                      | 15 (59)                     |
| متوسط درجة الحرارة الصغرى °م (°ف) | −2 (29)                     | −1 (31)                     | 3 (38)                      | 7 (45)                      | 12 (54)                     | 15 (59)                     | 17 (62)                     | 16 (60)                     | 12 (54)                     | 8 (46)                      | 3 (37)                      | 0 (32)                      | 8 (46)                      |
| الهطول مم (إنش)                   | 53 (2.1)                    | 53 (2.1)                    | 48 (1.9)                    | 79 (3.1)                    | 86 (3.4)                    | 110 (4.3)                   | 86 (3.4)                    | 86 (3.4)                    | 61 (2.4)                    | 69 (2.7)                    | 81 (3.2)                    | 74 (2.9)                    | 880 (34.7)                  |
| المصدر: Weatherbase               |                             |                             |                             |                             |                             |                             |                             |                             |                             |                             |                             |                             |                             |

## أعلام
- إيفا فيشر

## وصلات خارجية
- الموقع الرسمي